# Isacio Calleja
Isacio Calleja García (Valle de Cerrato, 6 de dezembro de 1936 – 4 de fevereiro de 2019) foi um futebolista espanhol que atuou como lateral esquerdo.
Defendeu o Atlético de Madrid por toda sua carreira onde foi capitão. Obteve a Taça dos Clubes Vencedores de Taças de 1961–62, duas Ligas e quatro Copas del Generalísimo.
Pela Seleção Espanhola de Futebol, Calleja fez parte do elenco campeão da Copa das Nações Europeias de 1964.